# Hixton (thị trấn), Wisconsin
Hixton là một thị trấn thuộc quận Jackson, tiểu bang Wisconsin, Hoa Kỳ. Năm 2010, dân số của thị trấn này là 616 người.